# Lifeline (Pablo Cruise)
Lifeline is het tweede studioalbum van Pablo Cruise uit Californië. Net als het eerste album scoorde het enige noteringen in de Billboard 200; het kwam in dertien weken niet hoger dan plaats 139; de grote doorbraak kwam bij de volgende albums. Het album ging geheel aan Nederland en België voorbij.
Opnamen vonden plaats op de grens 1975 en 1976 in de Sound Factory en Sound Factory West, beide in Hollywood. Muziekproducent was Van Garay in samenwerking met de band. Geluidtechnici waren Greg Ladanyi en Steve Maslow. De platenhoes was opnieuw van Junie Osaki.

## Musici

### Pablo Cruise
- Bud Cockrell – basgitaar, eerste zangstem (Crystal, Tearin’ down my mind, It’s finally over, Lifeline, Look to the sky, Who knows)
- David Jenkins – gitaren, mondharmonica, basgitaar (Who knows); eerste zangstem (Don’t believe it, It’s fanally over, Lifeline, Never see the girl enough, Good ship Pablo Cruise)
- Cory Lerios – toetsinstrumenten, synthesizers
- Stpehen Price- drumstel, percussie

Met
- Geoffrey Palmer, Steve Frediani – tenorsaxofoon, altsaxofoon (Tearin’ down my mind); zij werkten normaliter bij Sons of Champlin
- Andrew Gold – elektrische gitaar, achtergrondzang (Lifeline) en percussie op (It’s finally over)
- Dan Dugmore – pedal steel guitar (Crystal, Look to the sky)
- Don Francisco – achtergrondzang (Don’t believe it)
- Dan Levitt – gitaarintro (Zero to sixty in five)
- Venetta Fields – achtergrondzang (Who knows)
- David Campbell – strijkarrangementen en -orkest

## Muziek
| Nr. | Titel                                         | Duur |
| --- | --------------------------------------------- | ---- |
| 1.  | Crystal (Jenkins, Lerios)                     | 3:42 |
| 2.  | Don’t believe it (Ron Nagle)                  | 3:15 |
| 3.  | Tearin’ down my mind (Eugene Autry)           | 3:58 |
| 4.  | (I think) It’s finally over (Jenkins, Lerios) | 3;13 |
| 5.  | Lifeline (Ron Nagle)                          | 3:36 |

| Nr. | Titel                                           | Duur |
| --- | ----------------------------------------------- | ---- |
| 1.  | Zero to sixty in five (Jenkins, Lerios)         | 5:01 |
| 2.  | Look into the sky (Cockrell)                    | 3:03 |
| 3.  | Never see that girl enough (Jenkins)            | 3:03 |
| 4.  | Who knows (Cockrell)                            | 3:38 |
| 5.  | Good ship Pablo Cruise (Jenkins, Lerios, Price) | 3:28 |